# 키어런 다이어
키어런 코트니 다이어(Kieron Courtney Dyer, 1978년 12월 29일 ~ )는 잉글랜드의 전 축구 선수로, 포지션은 미드필더였다.
입스위치 타운에서 데뷔하여 뉴캐슬 유나이티드, 웨스트 햄 유나이티드 등을 거쳤다. 과거 잉글랜드 축구 국가대표팀으로 발탁될만큼 뛰어난 재능으로 주목받았지만 많은 부상으로 인해 재능을 펼치지 못했다.

## 수상 경력

### 개인
- PFA 풋볼 리그 1부 올해의 팀: 1997-98, 1998-99